# Juan Guerra
Juan Guerra (datas de nascimento e morte desconhecidas) foi um futebolista boliviano. Ele competiu na Copa do Mundo FIFA de 1950, sediada no Brasil, na qual a seleção de seu país terminou na décima segunda colocação dentre os treze participantes.